# Hannelore Elsner

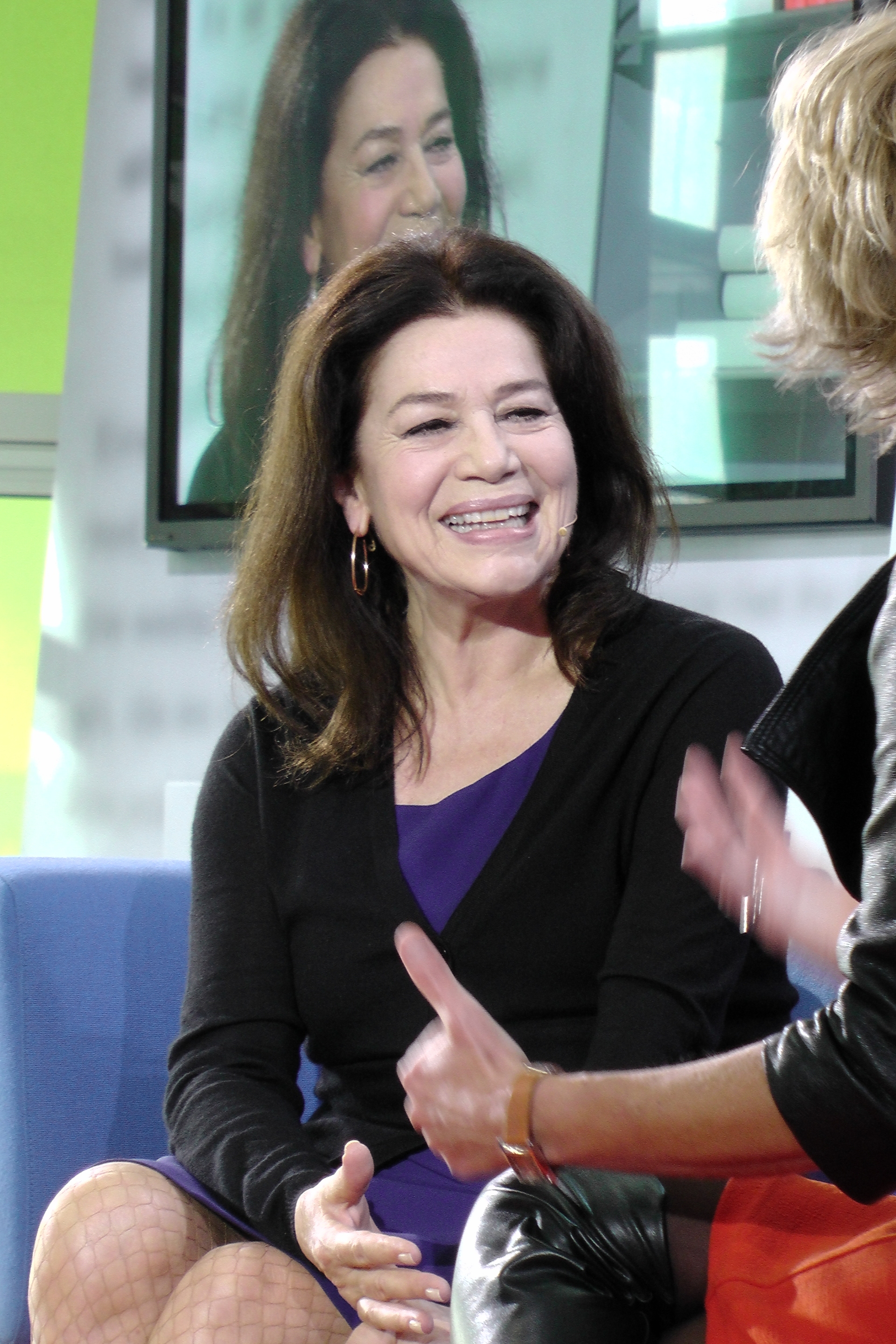
Hannelore Elsner (2011)

Hannelore Elsner (* 26. Juli 1942 als Hannelore Elstner in Burghausen; † 21. April 2019 in München) war eine deutsche Schauspielerin, die unter anderem unter der Regie von Edgar Reitz, Doris Dörrie, Oskar Roehler und István Szabó arbeitete und eine der bekanntesten Charakterdarstellerinnen Deutschlands war. Sie spielte in ihrer 60-jährigen Karriere in über 220 Film- und Fernsehproduktionen mit und war eine profilierte Theaterschauspielerin.

## Leben

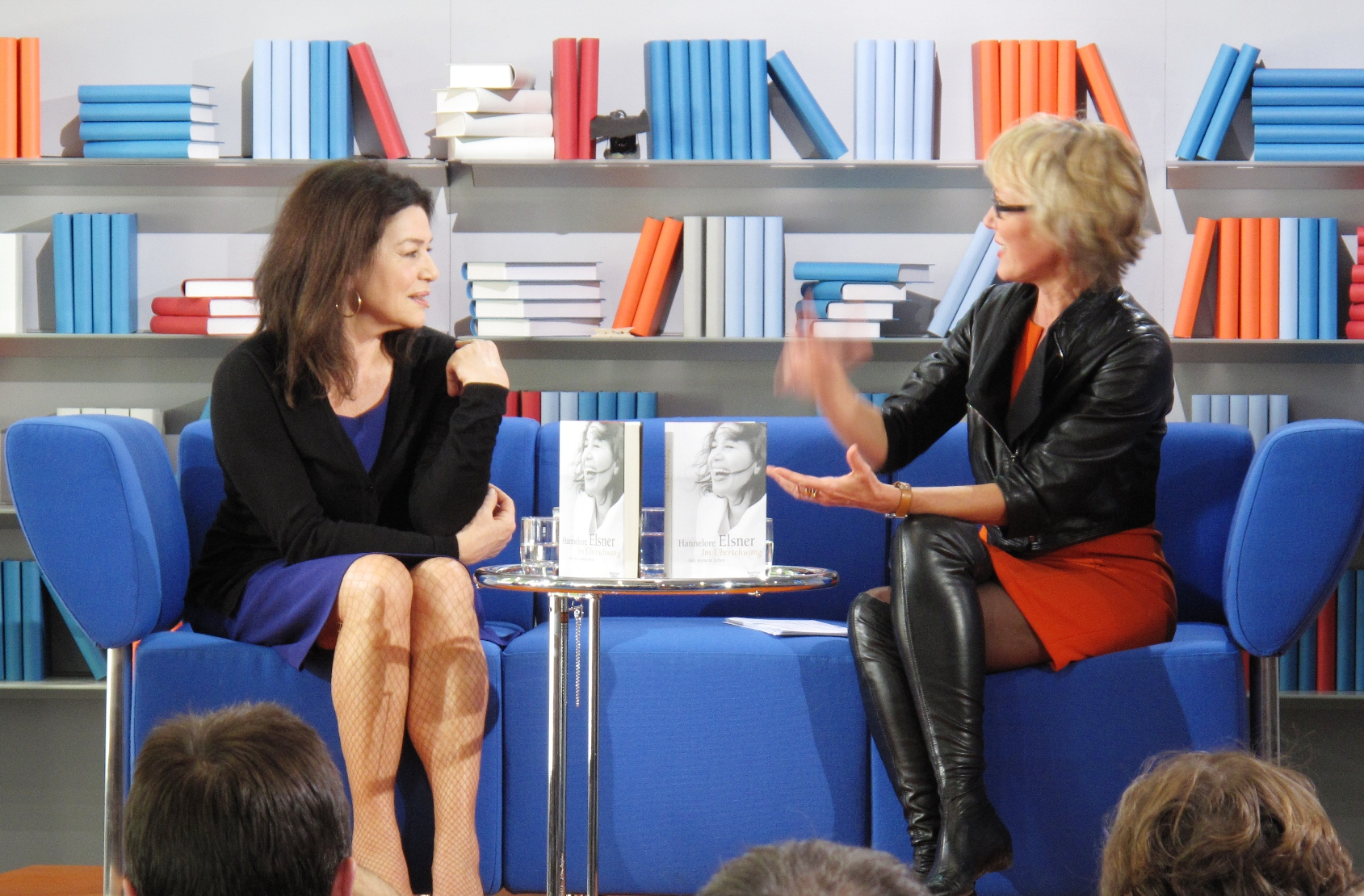
Hannelore Elsner und Luzia Braun auf der Frankfurter Buchmesse bei der Vorstellung ihres Buches Im Überschwang – Aus meinem Leben, 2011

Hannelore Elsner wurde 1942 in Burghausen geboren und wuchs in Altötting auf. Ihr zwei Jahre älterer Bruder Manfred, der ihr sehr vertraut war, starb gegen Ende des Zweiten Weltkriegs bei einem Tieffliegerangriff, als sie noch keine drei Jahre alt war. Nur wenige Tage zuvor wurde ihr Bruder Bernd geboren. Nach dem Tod des älteren Bruders richtete sie ihre Liebe vor allem auf den Vater, einen österreichischen Ingenieur, der an Tuberkulose starb, als sie acht Jahre alt war.
Elsner besuchte die Klosterschule in Neuötting, das Klosterinternat der Englischen Fräulein auf Schloss Neuhaus am Inn und das humanistische Gymnasium in Burghausen. Ihre Mutter ging später mit ihr nach München. Als Elsner 16 Jahre alt war, lernte sie den türkischen Regisseur Halit Refiğ kennen, der ihr eine Schauspielausbildung ermöglichte.
Elsner war von 1964 bis 1966 mit dem Schauspieler Gerd Vespermann verheiratet und von 1973 bis zu seinem Unfalltod 1981 mit dem Regisseur Alf Brustellin liiert. Sie soll um 1970 zudem mit dem Schauspieler und Synchronregisseur Michael Miller verheiratet gewesen sein. Aus einer Beziehung mit dem Regisseur Dieter Wedel stammt ihr 1981 geborener Sohn, Dominik Elstner, der als Fotograf arbeitet. Später führte sie eine vierjährige Beziehung mit dem Filmproduzenten Bernd Eichinger. 1993 heiratete sie den Theaterdramaturgen und Verlagsleiter Uwe B. Carstensen. Die Ehe wurde im Jahr 2000 geschieden. Danach lebte sie bis Anfang 2002 mit dem Germanistikprofessor Günter Blamberger zusammen.
Im Mai 2011 veröffentlichte der Verlag Kiepenheuer & Witsch Elsners Lebenserinnerungen unter dem Titel Im Überschwang – Aus meinem Leben. Anlässlich ihres 70. Geburtstags zeigte das Fernsehprogramm Das Erste am 18. Juli 2012 ein 45-minütiges Porträt Elsners in der Reihe Deutschland, deine Künstler.
Hannelore Elsner, die zuletzt in München und Frankfurt am Main lebte, erlag am Ostersonntag, 21. April 2019 im Alter von 76 Jahren in einem Münchner Krankenhaus den Folgen einer Krebserkrankung. Ihre Urne wurde auf dem Friedhof von Burghausen beigesetzt.

## Schauspielkarriere

### Ausbildung und frühe Theaterarbeiten
Nach Abschluss der Schauspielausbildung in München begann Elsner ihre Karriere an Theatern in Köln, München und Berlin. 1962 sah man sie in einem der beliebtesten Volksstücke aus dem Kölner Millowitsch-Theater. Hier spielte sie neben Peter René Körner, Willy Millowitsch und Elsa Scholten in Tante Jutta aus Kalkutta. Erste Theaterengagements hatte sie ab 1964 an der Kleinen Komödie München, wo sie 1964 in dem Lustspiel Schöne Geschichten mit Papa und Mama von Alfonso Paso und 1966 in Vater einer Tochter von Curth Flatow an der Seite von Georg Thomalla spielte. An den Münchner Kammerspielen war sie als Ala in Dieter Giesings Inszenierung von Slawomir Mrozeks Tango (1966, mit Maria Nicklisch und Helmut Griem als Partnern) als erste Nackte an den Kammerspielen zu sehen. Elsner gastierte auch an der Komödie Berlin in dem Stück Eine Hand voll Brennesseln von Marc-Gilbert Sauvajon.

### Kino
Im Alter von 17 Jahren gab Hannelore Elsner ihr Filmdebüt an der Seite von Freddy Quinn in Freddy unter fremden Sternen (1959). In dem Filmdrama Die endlose Nacht (1963) spielte sie die Rolle eines attraktiven mittellosen Starlets. In den 1960er und 1970er Jahren trat sie vor allem in Unterhaltungsfilmen in Erscheinung, darunter Allotria in Zell am See (1963 mit Beppo Brem), Die Lümmel von der ersten Bank (1967 mit Hansi Kraus), Zum Teufel mit der Penne und Pepe, der Paukerschreck (1968 bzw. 1969 mit Peter Alexander) sowie Hurra, wir sind mal wieder Junggesellen! (1971 mit Georg Thomalla).
In den 1970er Jahren übernahm Elsner zudem anspruchsvollere Rollen und profilierte sich als  Charakterdarstellerin. 1970 sah man sie in Wolfgang Staudtes Krimikomödie Die Herren mit der weißen Weste an der Seite von Mario Adorf und Martin Held. In der Verfilmung des im Kalten Krieg spielenden Erfolgsromans Der Stoff aus dem die Träume sind von Johannes Mario Simmel verkörperte Elsner 1972 die Tschechin Irina, die ihrem Geliebten folgte und in den Westen floh. 1973 spielte sie in Aus dem Leben eines Taugenichts eine Gräfin; damit war sie seit dem Mauerbau die erste westdeutsche Darstellerin, die in einem Film der ostdeutschen Produktionsfirma DEFA mitwirkte. Im selben Jahr war sie neben Elke Sommer in dem von Edgar Reitz inszenierten Kriegsdrama Die Reise nach Wien als Marga Kroeber zu sehen, deren Mann an der Front kämpft. In Alf Brustellins Filmdrama Berlinger (1975) spielte Elsner in einer Doppelrolle die frühere und die neue Lebenspartnerin der Titelfigur (verkörpert von Martin Benrath). 1977 war sie in der Theodor-Fontane-Verfilmung Grete Minde in der Rolle der Trud Minde, der Ehefrau des Halbbruders der Titelfigur (Katerina Jacob), zu sehen. Eine weitere Hauptrolle unter der Regie von Edgar Reitz hatte sie als Ehefrau der Titelfigur in Der Schneider von Ulm (Tilo Prückner). 1980 spielte sie in Der grüne Vogel des international bekannten ungarischen Regisseurs István Szabó, einer Liebesgeschichte zur Zeit des Kalten Krieges. 1985 übernahm sie die Titelrolle in dem Drama Marie Ward – Zwischen Galgen und Glorie, das das Leben der katholischen Ordensschwester Maria Ward porträtiert. Hier war sie neben zahlreichen bekannten Kollegen, darunter Irm Hermann, Mario Adorf, Bernhard Wicki, Hans Quest, Anton Diffring und Mathieu Carrière, zu sehen.
Nach rund fünfzehn Jahren, in denen Elsner nicht an Kinoproduktionen mitwirkte, feierte sie ihre größten schauspielerischen Erfolge. Die Rolle der suizidgefährdeten Schriftstellerin Hanna Flanders in Oskar Roehlers Spielfilm Die Unberührbare brachte ihr im Jahr 2000 den Deutschen Filmpreis, den Deutschen Kritikerpreis und den Bayerischen Filmpreis ein. 2003 gewann sie erneut den Deutschen Filmpreis für ihre Rolle in Oliver Hirschbiegels Mein letzter Film, in dem sie eine alternde Schauspielerin verkörperte. Im selben Jahr gehörte sie zu den Gründungsmitgliedern der Deutschen Filmakademie.
Der Filmemacher Rudolf Thome besetzte sie 2003/2004 in der Hauptrolle seiner Trilogie Zeitreisen: in Rot und Blau als Architektin Barbara Bärenklau, in Frau fährt, Mann schläft als Zahnärztin Dr. Sue Süssmilch und in Rauchzeichen an der Seite von Adriana Altaras als Schankwirtin Annabella Silberstein. In der Komödie Alles auf Zucker! von Dani Levy (2004) war sie Marlene, die Ehefrau der Hauptfigur, des ehemaligen DDR-Sportreporters Jaeckie Zucker (Henry Hübchen). Im Jahr 2008 spielte sie in dem Filmdrama Kirschblüten – Hanami von Doris Dörrie an der Seite von Elmar Wepper, des unheilbar kranken Rudi, der nach dem unerwarteten Tod seiner Frau Trudi (Elsner) nach Japan reist, um ihr versäumtes Leben nachzuholen.
In der Filmbiografie Zeiten ändern dich (2010) über den Musiker Bushido übernahm Elsner die Rolle der Mutter. Von 2010 bis 2013 war sie die Direktorin Theobald in den Filmen über Hanni & Nanni. In Das Blaue vom Himmel (2011) war sie neben Juliane Köhler und David Kross in der Hauptrolle der demenzkranken Marga Baumanis zu sehen. In Marcus H. Rosenmüllers Spielfilm Wer’s glaubt, wird selig (2012) spielte sie eine herrische Schwiegermutter, die nach ihrem plötzlichen Tod heiliggesprochen werden soll, und in der Tragikomödie Auf das Leben! (2014) unter der Regie Uwe Jansons eine im Alter vereinsamte, durch den Holocaust traumatisierte Revue-Sängerin, die dank der Freundschaft zu einem jungen MS-Kranken neuen Lebensmut fasst. In Lars Kraumes Familienfest (2015) spielte sie die erste Ehefrau des Pianisten Hannes Westhoff (Günther Maria Halmer), eine „trinksüchtige Grande Dame“, und in dem deutsch-österreichisch-französischen Spielfilm Hannas schlafende Hunde (Kinostart: Juni 2016), der auf dem autobiografischen Roman der Autorin Elisabeth Escher basierte, die erblindete Ruth Eberth, deren junge Enkelin, Hanna, ihre jüdische Identität nicht verleugnen will.
In der deutsch-tschechischen Produktion Der große Rudolph, einer Filmsatire über das Leben des Modedesigners Rudolph Moshammer, verkörperte Elsner Moshammers Mutter Else. In der Filmkomödie 100 Dinge (Kinostart: 6. Dezember 2018) war sie an der Seite von Wolfgang Stumph Renate Konaske, die Mutter der Hauptfigur Paul (Florian David Fitz). Am 7. März 2019 startete Kirschblüten & Dämonen, die Fortsetzung des Filmdramas Kirschblüten – Hanami und Elsners letzter vollendeter Kinofilm. Darin ist sie in Rückblenden erneut in der Rolle der Trudi Angermeier zu sehen.

### Fernseharbeiten
Seit den 1960er Jahren spielte Elsner in zahlreichen Fernsehserien, unter anderem in einigen Folgen von Das Kriminalmuseum und Der Kommissar. 1971 verkörperte sie die Sascha in dem ZDF-Fernsehspiel Iwanow von Oswald Döpke (nach dem gleichnamigen Schauspiel von Anton Tschechow). Diese Darstellung brachte ihr 1972 die Goldene Kamera ein.
Im Jahr 1974 übernahm sie in der 13-teiligen ZDF-Serie Die schöne Marianne die Titelrolle einer attraktiven Gastwirtstochter französischer Herkunft. 1986 war sie Charlie in Irgendwie und Sowieso und 1987/1988 in sieben Folgen der ZDF-Serie Die Schwarzwaldklinik Maria Rotenburg, die Geliebte von Professor Brinkmann (Klausjürgen Wussow). Weitere Serienrollen übernahm sie 1988 in Lorentz und Söhne und 1989 in Mit Leib und Seele als Gemeindeschwester Sophie Lieberman.
Von 1994 bis 2006 verkörperte sie in der ARD-Krimiserie Die Kommissarin eine Kriminalhauptkommissarin, die in insgesamt 66 Folgen in Frankfurt am Main und Hamburg ermittelte. Dafür wurde sie 1995 als beste Darstellerin in einer Serie mit dem Telestar ausgezeichnet. Die Handlung sollte zunächst in München spielen, doch Elsner änderte nicht nur den Namen der Kommissarin von „Lea Winter“ in „Lea Sommer“, sondern bestand auch auf dem Drehort Frankfurt am Main, wo sie wohnte.
In dem Fernsehfilm Andrea und Marie (Erstausstrahlung: Januar 1998) spielte sie an der Seite von Iris Berben die Kunstlehrerin Andrea. Im ARD-Drama Ende der Saison (Erstausstrahlung: November 2001) von Stefan Krohmer war sie die krebskranke Waltraut, deren Tochter Klarissa (Anneke Kim Sarnau) sie pflegen und beim Sterben begleiten will. Unter der Regie Oskar Roehlers hatte sie in dem 2001 gedrehten und 2002 erschienenen Fernsehfilm Fahr zur Hölle, Schwester! eine Hauptrolle: Sie spielte Rita, die für den Unfall ihrer Schwester (Iris Berben) verantwortlich gemacht wird.
Elsner stand in den folgenden Jahren für mehrere Romanverfilmungen vor der Kamera. In Christian Pfannenschmidts Der Seerosenteich (Erstausstrahlung: Februar 2003) übernahm sie die Rolle der Modeschöpferin Puppe Mandel. In Die Rosenzüchterin (Erstausstrahlung: November 2004), basierend auf dem gleichnamigen Roman von Charlotte Link, war sie in der Hauptrolle der Beatrice Shaye zu sehen, die ihre Mutter, Helene Feldmann, ermordet haben soll. In der Dostojewski-Verfilmung Die Spielerin (Erstausstrahlung: Juni 2005) verkörperte sie die attraktive Polina Sieveking.
In dem Melodram Mein Herz in Afrika (Erstausstrahlung: November 2007) war Elsner an der Seite von Tanja Wedhorn in der zweiten weiblichen Hauptrolle zu sehen, der Leiterin eines Safariparks in Südafrika, die ein Geheimnis mit sich trägt. In dem ARD-Zweiteiler Der letzte Patriarch (Erstausstrahlung: September 2010) war sie die eigenwillige Künstlerin Ruth, die Jugendliebe des Patriarchen (Mario Adorf). In dem Märchenfilm Dornröschen (Erstausstrahlung: Dezember 2009) spielte sie die böse Fee Maruna, in Die Bremer Stadtmusikanten (Erstausstrahlung: Januar 2010) lieh sie der Katze ihre Stimme.
In dem ZDF-Krimi Kommissarin Lucas – Am Ende muss Glück sein (Erstausstrahlung: April 2011) spielte sie die Kneipenwirtin Nadja Schumann, die sich nebenbei prostituiert, in dem ARD-Melodram Liebe am Fjord – Zwei Sommer (Erstausstrahlung: Oktober 2013) die nach einer gescheiterten Ehe als Postbotin an Norwegens Westküste arbeitende Johanna Claesen. In dem ARD-Drama Besondere Schwere der Schuld (Erstausstrahlung: November 2014) war sie in der Rolle der Agnes Barner zu sehen, die ihrem Sohn verschweigt, dass er nicht ihr leibliches Kind ist. In der ZDF-Produktion Ein Sommer im Burgenland (Erstausstrahlung: Februar 2015) spielte sie eine aus einer Roma-Familie stammende Ungarin, für die eine Reise ins Burgenland zu einer Reise in die eigene Vergangenheit wird. In Matti Geschonnecks Ein großer Aufbruch (Erstausstrahlung: November 2015) spielte Elsner Ella, die Ex-Frau des krebskranken ehemaligen Entwicklungshelfers Holm Hardenberg (Matthias Habich).
Im Januar 2017 übernahm Elsner in der Tragikomödie Die Diva, Thailand und wir! die Hauptrolle, die 72-jährige Anneliese Behrens, die nach einer Krebsdiagnose von ihrer Familie betreut werden muss. Eine ähnlich gelagerte Rolle hatte sie in der Tragikomödie Ferien vom Leben (Erstausstrahlung: September 2017), in der sie die mit einer Gehirntumordiagnose konfrontierte Künstlerin Lilo Rosenberg darstellt. In Club der einsamen Herzen (Erstausstrahlung: 8. Juni 2019, gedreht im Sommer 2018) spielte sie neben Jutta Speidel und Uschi Glas eine von drei Jugendfreundinnen, die sich nach vielen Jahren wiedersehen und gemeinsam ein Tanzcafé eröffnen wollen. 
Bereits schwer erkrankt, stand Elsner zuletzt im März 2019 für die ARD-Tragikomödie Lang lebe die Königin als Mutter einer Verkaufssender-Moderatorin, die auf eine Spenderniere wartet, vor der Kamera. Elsner starb vor Ende der Dreharbeiten. Ende August 2019 wurde bekannt, dass fünf Kolleginnen, Iris Berben, Hannelore Hoger, Eva Mattes, Gisela Schneeberger und Judy Winter, ihre Rolle zu Ende führen würden und der Film damit fertiggestellt werde.
Hannelore Elsner wirkte mehrmals an Filmen der ARD-Reihe Tatort mit. In der vom Südwestfunk produzierten Folge Peggy hat Angst (Erstausstrahlung: Mai 1983) übernahm sie im dritten Fall der Kriminalhauptkommissarin Hanne Wiegand (Karin Anselm) die Rolle des titelgebenden Fotomodells, das sich in den Mörder (Hans-Georg Panczak) ihrer Freundin Natascha (Ute Christensen) verliebt. In der Folge Schicki-Micki (Erstausstrahlung: Dezember 1985) war sie an der Seite von Felix von Manteuffel als Journalistin Vera Jansen zu sehen. In der NDR-Tatort-Folge Tod im Elefantenhaus (Erstausstrahlung: April 1987) spielte sie Dr. Christine Lohnert, die ein Liebesverhältnis mit Rolf Bergmann (Raimund Harmstorf), dem später tot im Elefantengehege aufgefundenen Inspektor des Tierparks, hat. In der ersten Tatort-Folge des Schweizer Fernsehens, Howalds Fall (Erstausstrahlung: April 1990), sah man Elsner in der Rolle der Eva Wirz. Neben Günter Bothur stand sie im HR-Tatort Renis Tod (Erstausstrahlung: Januar 1993) als Gila Abt vor der Kamera. Elsners letzte abgeschlossene Fernseharbeit ist eine Tatort-Folge des HR mit dem Episodentitel Die Guten und die Bösen, die am 19. April 2020 – ein Jahr nach Elsners Tod – erstausgestrahlt wurde. Sie spielt darin die pensionierte Kommissarin Elsa Bronski, die einen vor vielen Jahren geschehenen Vergewaltigungsfall nie aufklären konnte.

### Sprechertätigkeiten

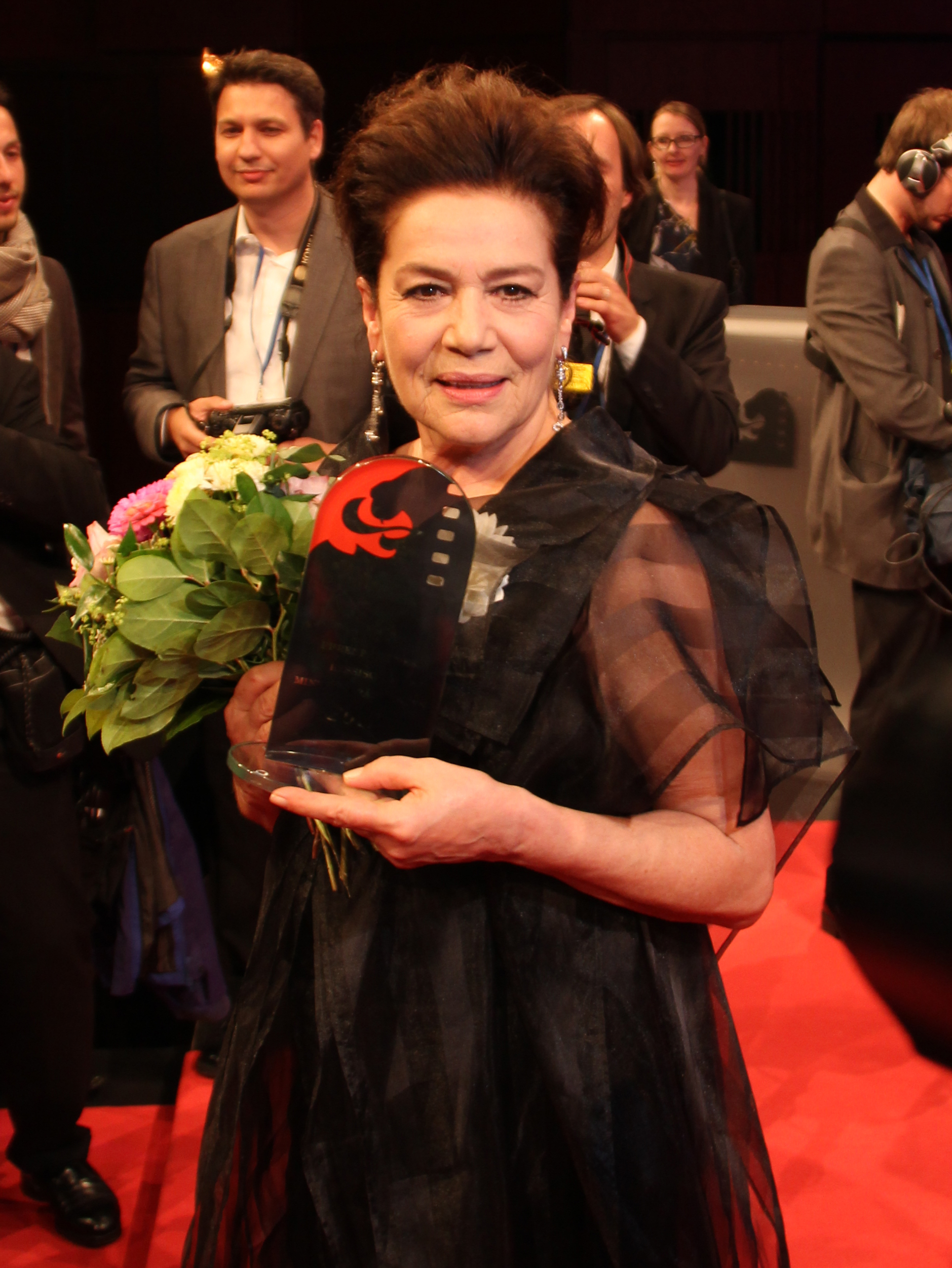
Hannelore Elsner beim Hessischen Filmpreis 2012

Elsner betätigte sich auch als Synchronsprecherin und lieh z. B. Liza Minnelli (u. a. in Cabaret und Pookie) und Fanny Ardant (8 Frauen) ihre Stimme. Daneben hielt sie Lesungen und wirkte an diversen Hörbüchern, darunter 1996 Agatha Christies Die Mausefalle, und in dem von März 2001 bis November 2015 erschienenen Rilke Projekt des Komponisten- und Produzententeams Schönherz & Fleer mit, das Werke des Lyrikers Rainer Maria Rilke vertonte (mit Nina Hagen, Xavier Naidoo, Mario Adorf, Ben Becker und der Opernsängerin Montserrat Caballé).
Im Jahr 2006 wurde sie für ihre Aufnahme des Colette-Romans Chérie mit dem Preis der Deutschen Schallplattenkritik ausgezeichnet. Am 2. Dezember 2017 las sie die alljährliche Adventsgeschichte in der von Florian Silbereisen moderierten Fernsehshow Das Adventsfest der 100.000 Lichter.

### Auszeichnungen
Hannelore Elsner wurde im Laufe ihrer Karriere mehrfach ausgezeichnet. 1972 erhielt sie die Goldene Kamera, 1991 die Silberne Nymphe beim Festival de Télévision de Monte-Carlo für die Titelrolle in Hartmut Griesmayrs im georgischen Bürgerkrieg angesiedelten Liebesgeschichte Elsa.
Im Jahr 1997 wurde Elsner der Verdienstorden der Bundesrepublik Deutschland verliehen. 2000 wurde sie unter anderem mit dem Deutschen Filmpreis, dem Preis der deutschen Filmkritik sowie dem Bayerischen Filmpreis für ihre Rolle in Die Unberührbare ausgezeichnet. 2002 bekam sie zusammen mit Daniel Nocke, Stefan Krohmer und Anneke Kim Sarnau für ihre schauspielerische Leistung in Ende der Saison den Adolf-Grimme-Preis.
Am 19. Mai 2006 erhielt sie den Bayerischen Fernsehpreis für ihr Lebenswerk. Im Juli 2008 wurde sie in München mit dem Bayerischen Verdienstorden geehrt. Im Rahmen einer Galaveranstaltung im Münchner Prinzregententheater fand am 14. Januar 2011 die Verleihung des Bayerischen Filmpreises 2010 statt, bei der der damalige bayerische Ministerpräsident Horst Seehofer ihr einen „Pierrot“ als Ehrenpreis für ihr Lebenswerk überreichte. 2015 wurde sie in der Wiener Hofburg in der Kategorie „Beliebteste Schauspielerin Kino/TV-Film“ mit einer Romy ausgezeichnet.
In Gedenken an Hannelore Elsner verleiht das Fünf Seen Filmfestival seit 2019 den Hannelore-Elsner-Preis für bedeutende Schauspielkunst. Die erste Preisträgerin war Barbara Auer.

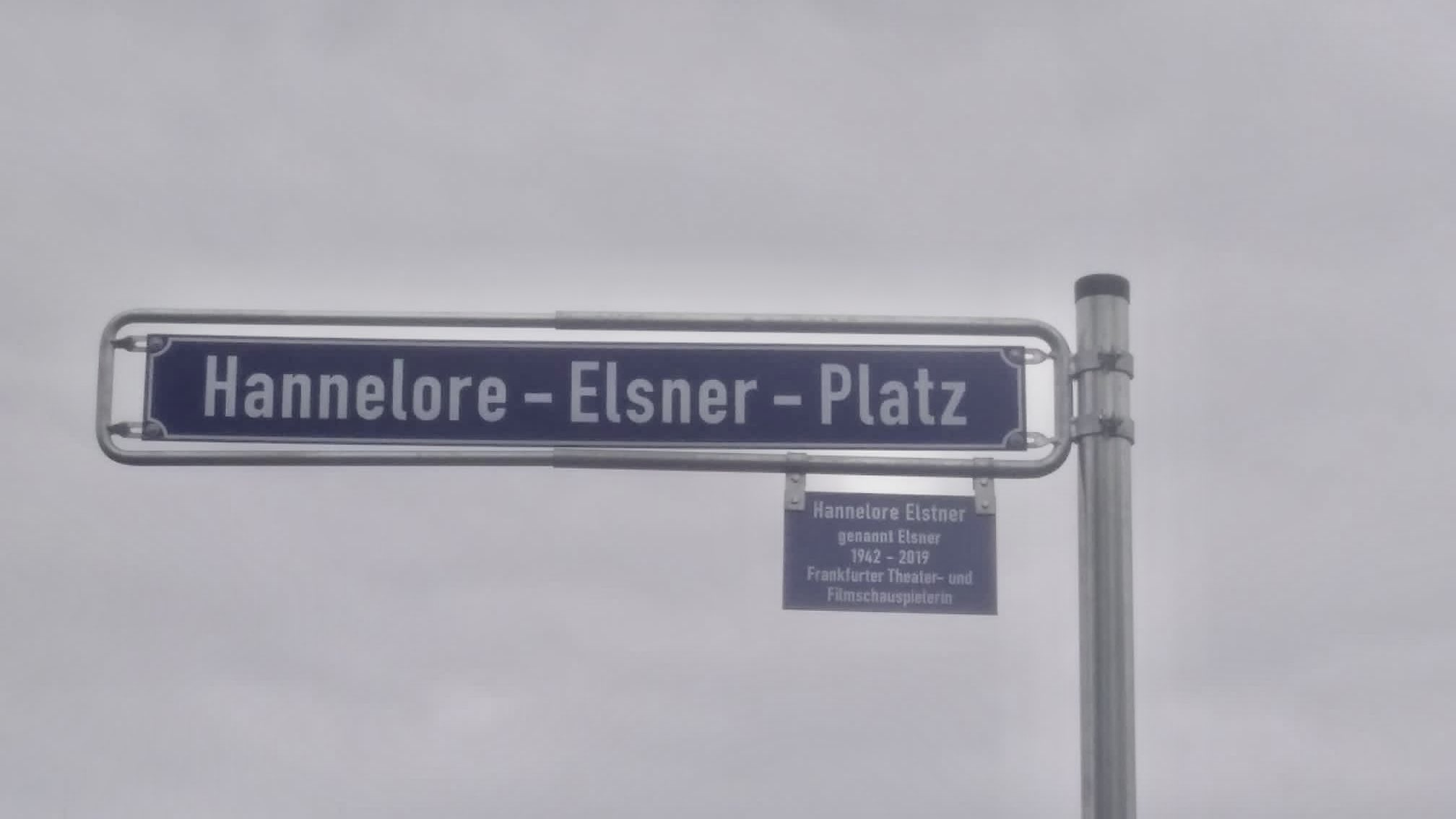
Frankfurter Straßenschild im Stadtteil Bockenheim

Auf Beschluss des Ortsbeirates 2 der Stadt Frankfurt am Main wurde am 30. Juni 2023 der Platz an der Bockenheimer Warte, nahe ihrem langjährigen Wohnort in Frankfurt-Westend, in Hannelore-Elsner-Platz umbenannt.

## Filmografie (Auswahl)

### Kino
- 1959: Immer die Mädchen
- 1959: Freddy unter fremden Sternen
- 1959: Alt Heidelberg
- 1960: Marina
- 1961: Und sowas nennt sich Leben
- 1961: Das Mädchen mit den schmalen Hüften
- 1961: Immer wenn es Nacht wird
- 1963: Die endlose Nacht
- 1963: Allotria in Zell am See
- 1963: Ein Alibi zerbricht
- 1967: Herrliche Zeiten im Spessart
- 1968: Die Lümmel von der ersten Bank – Zur Hölle mit den Paukern
- 1968: Die Lümmel von der ersten Bank – Zum Teufel mit der Penne
- 1969: Die Lümmel von der ersten Bank – Pepe, der Paukerschreck
- 1969: Der Bettenstudent oder: Was mach’ ich mit den Mädchen?
- 1969: Die Herren mit der weißen Weste
- 1971: Hurra, wir sind mal wieder Junggesellen!
- 1971: Willi wird das Kind schon schaukeln
- 1972: Der Stoff aus dem die Träume sind
- 1973: … aber Jonny!
- 1973: Aus dem Leben eines Taugenichts
- 1973: Die Reise nach Wien
- 1974: Die Teufelsschlucht der wilden Wölfe (Il ritorno di Zanna Bianca)
- 1975: Berlinger
- 1976: Bomber & Paganini
- 1977: Grete Minde
- 1978: Der Schneider von Ulm
- 1978: Der Sturz
- 1980: Der grüne Vogel
- 1982: Wer spinnt denn da, Herr Doktor?
- 1984: Mann ohne Gedächtnis
- 1985: Marie Ward – Zwischen Galgen und Glorie
- 1985: Kaminsky – Ein Bulle dreht durch
- 1985: Operation Dead End
- 1986: Bitte laßt die Blumen leben
- 1990: Der achte Tag
- 1998: Kai Rabe gegen die Vatikankiller
- 2000: Die Unberührbare
- 2001: Suck My Dick
- 2002: Mein letzter Film
- 2003: Rot und Blau
- 2004: Frau fährt, Mann schläft
- 2004: Alles auf Zucker!
- 2006: Du hast gesagt, dass du mich liebst
- 2006: Rauchzeichen
- 2007: Vivere
- 2007: Das Sichtbare und das Unsichtbare
- 2007: Jakobs Bruder
- 2008: Kirschblüten – Hanami
- 2008: 1½ Ritter – Auf der Suche nach der hinreißenden Herzelinde
- 2010: Zeiten ändern dich
- 2010: Hanni & Nanni
- 2011: Das Blaue vom Himmel
- 2011: Kein Sex ist auch keine Lösung
- 2012: Jesus liebt mich
- 2012: Wer’s glaubt wird selig
- 2012: Hanni & Nanni 2
- 2013: Gibsy – Die Geschichte des Boxers Johann Rukeli Trollmann
- 2013: Hanni & Nanni 3
- 2013: Der letzte Mentsch
- 2014: Alles inklusive
- 2014: Auf das Leben!
- 2014: Hin und weg
- 2014: Besser als Nix
- 2015: Familienfest
- 2016: Hannas schlafende Hunde
- 2016: Die Welt der Wunderlichs
- 2018: Der große Rudolph
- 2018: 100 Dinge
- 2019: Kirschblüten & Dämonen
- 2021: Hannes

### Fernsehen
- 1962: Funkstreife Isar 12 – Am hellichten Tag (Fernsehserie)
- 1962: Stahlnetz: Spur 211 (Fernsehserie)
- 1965: Die fünfte Kolonne – Blumen für Zimmer 19 (Fernsehserie)
- 1965: Der Nachtkurier meldet … – Wendung im Mordfall Gormann (Fernsehserie)
- 1966: Die spanische Fliege (Fernsehfilm)
- 1966: Der Mann aus Melbourne (Fernsehfilm)
- 1967: Das Kriminalmuseum – Die Kiste (Fernsehserie)
- 1967: Das Kriminalmuseum – Die Briefmarke (Fernsehserie)
- 1968: Das Kriminalmuseum – Das Goldstück (Fernsehserie)
- 1968: Detektiv Quarles (Fernsehserie)
- 1969: Tausendundeine Nacht (Fernsehserie)
- 1969: Dem Täter auf der Spur – Das Fenster zum Garten (Fernsehserie)
- 1969: Das Rätsel von Piskov (Fernsehfilm)
- 1969: Christoph Kolumbus oder Die Entdeckung Amerikas (Fernsehfilm)
- 1969: Der Kommissar – Das Ungeheuer (Fernsehserie)
- 1971: Der Kommissar – Der Tote von Zimmer 17 (Fernsehserie)
- 1971: Dreht euch nicht um – der Golem geht rum (Fernsehfilm)
- 1973: Tod auf der Themse (Fernsehfilm)
- 1975–1978: Die schöne Marianne (Fernsehserie, 13 Folgen)
- 1977: Flucht (Fernsehfilm)
- 1980: Weekend (Fernsehfilm)
- 1981: Der Androjäger – Die Fee mit dem zweiten Gesicht (Fernsehserie)
- 1982: Schwarz Rot Gold – Alles in Butter (Fernsehserie)
- 1982: Flöhe hüten ist leichter (Fernsehfilm)
- 1983: Tatort – Peggy hat Angst (Fernsehreihe)
- 1983: Satan ist auf Gottes Seite (Fernsehfilm)
- 1983: Ein Fall für zwei (Fernsehserie, Folge 17, Episode: Der Zeuge)
- 1984: Eine Art von Zorn (Fernsehfilm)
- 1984: Die Krimistunde (Fernsehserie, Folge 12, Episode: Eiskalt und tödlich)
- 1984: Geschichten aus der Heimat (Fernsehserie) Folge: Nächtliche Begegnung
- 1985: Morgengrauen (Fernsehfilm)
- 1985: Ein Mann ist soeben erschossen worden (Fernsehfilm)
- 1985: Tatort – Schicki-Micki (Fernsehreihe)
- 1986: Irgendwie und Sowieso (Fernsehserie, sechs Folgen)
- 1986: Das Mord-Menü (Fernsehfilm)
- 1987: Tatort – Tod im Elefantenhaus (Fernsehreihe)
- 1987–1988: Die Schwarzwaldklinik (Fernsehserie, 6 Folgen)
- 1988: Lorentz & Söhne (Fernsehserie)
- 1988: Pizza Express (Fernsehfilm)
- 1989: Peter Strohm – „… es muss doch mehr als alles geben“ (Fernsehserie)
- 1989: Noch ein Wunsch (Fernsehfilm)
- 1989: Tam Tam oder Wohin die Reise geht (Fernsehfilm)
- 1989: Mit Leib und Seele (Fernsehserie, 22 Folgen)
- 1990: Tatort – Howalds Fall (Fernsehreihe)
- 1991: Auf Achse – Doppel-Spiel (Fernsehserie)
- 1991: Der Alte (Fernsehreihe) – Liebe und Tod
- 1991: Der Tod kam als Freund (Fernsehfilm)
- 1991: Elfenbein (Fernsehfilm)
- 1991: Schwarz Rot Gold – Schmutziges Gold (Fernsehserie)
- 1992: Das lange Gespräch mit dem Vogel (Fernsehfilm)
- 1992: Die Männer vom K3 – Ein ganz alltäglicher Fall (Fernsehserie)
- 1992: Wolffs Revier – Notwehr (Fernsehserie)
- 1993: Klippen des Todes (Fernsehfilm)
- 1993: Das Babylon Komplott (Fernsehfilm)
- 1993: Doberstein (Fernsehfilm)
- 1993: Tatort – Renis Tod (Fernsehreihe)
- 1994–2006: Die Kommissarin (Fernsehserie)
- 1994: Das Traumschiff – Dubai (Fernsehreihe)
- 1995: Blutige Spur (Fernsehfilm)
- 1996: Schmetterlingsgefühle (Fernsehfilm)
- 1996: Das Mädchen Rosemarie (Fernsehfilm)
- 1997: Tatort – Gefährliche Übertragung (Fernsehreihe)
- 1997: Tatort – Alptraum (Fernsehreihe)
- 1998: Das Traumschiff – Galapagos/Jamaika (Fernsehreihe)
- 1998: Ich schenk dir meinen Mann (Fernsehfilm)
- 1998: Andrea und Marie (Fernsehfilm)
- 1999: Der Schrei des Schmetterlings (Fernsehfilm)
- 2001: Ich schenk dir meinen Mann 2 (Fernsehfilm)
- 2001: Solange wir lieben (Fernsehfilm)
- 2001: Ende der Saison (Fernsehfilm)
- 2002: Fahr zur Hölle, Schwester! (Fernsehfilm)
- 2003: Der Seerosenteich (2-teiliger Fernsehfilm)
- 2003: Eine Liebe in Afrika (Fernsehfilm)
- 2003: Claras Schatz (Fernsehfilm)
- 2004: Scheidungsopfer Mann (Fernsehfilm)
- 2004: Die Rosenzüchterin (Fernsehfilm)
- 2005: Die Spielerin (Fernsehfilm)
- 2006: Nicht alle waren Mörder (Fernsehfilm)
- 2007: Krieg und Frieden (TV-Miniserie)
- 2007: Phantomschmerz (Kurzfilm)
- 2007: Mein Herz in Afrika (Fernsehfilm)
- 2008: Mein Herz in Chile (Fernsehfilm)
- 2009: Dornröschen (Fernsehfilm)
- 2009: Die Bremer Stadtmusikanten (Fernsehfilm, Stimme)
- 2010: Lüg weiter, Liebling (Fernsehfilm)
- 2010: Alles Liebe (Fernsehfilm)
- 2010: Der letzte Patriarch (Fernsehfilm)
- 2011: Das Traumschiff – New York, Savannah und Salvador da Bahia (Fernsehreihe)
- 2011: Kommissarin Lucas – Am Ende muss Glück sein (Fernsehreihe)
- 2012: Flemming – Die alte Kommissarin (Fernsehserie)
- 2012: Spuren des Bösen – Racheengel (Fernsehreihe)
- 2013: Liebe am Fjord – Zwei Sommer (Fernsehreihe)
- 2014: Besondere Schwere der Schuld (Fernsehfilm)
- 2015: Ein Sommer im Burgenland (Fernsehfilm)
- 2015: Ein großer Aufbruch (Fernsehfilm)
- 2017: Die Diva, Thailand und wir! (Fernsehfilm)
- 2017: Ferien vom Leben (Fernsehfilm)
- 2019: Club der einsamen Herzen (Fernsehfilm)
- 2019: Tatort: Die Guten und die Bösen (Fernsehfilm)
- 2020: Lang lebe die Königin (Fernsehfilm)

## Preise und Auszeichnungen
- 1972: Goldene Kamera für Iwanov

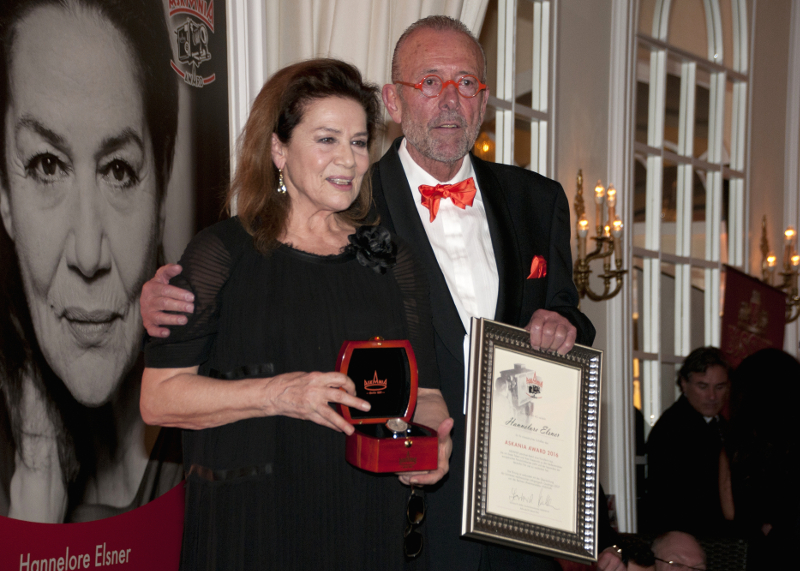
Hannelore Elsner mit Leonhard R. Müller beim Askania Award, 2016

- 1995: Telestar Beste Darstellerin in einer Serie für Die Kommissarin
- 1997: Bundesverdienstkreuz (am Bande)
- 2000: Deutscher Filmpreis Beste Hauptdarstellerin für Die Unberührbare
- 2000: Preis der deutschen Filmkritik für Die Unberührbare
- 2000: Bayerischer Filmpreis Beste Darstellerin für Die Unberührbare
- 2001: DIVA-Award
- 2002: Adolf-Grimme-Preis für Ende der Saison (zusammen mit Daniel Nocke, Stefan Krohmer und Anneke Kim Sarnau)
- 2002: Bambi
- 2003: Hessischer Fernsehpreis für Claras Schatz
- 2003: Deutscher Filmpreis Beste Hauptdarstellerin für Mein letzter Film
- 2005: Bundesverdienstkreuz 1. Klasse
- 2006: Bayerischer Fernsehpreis für ihr Lebenswerk
- 2007: Goldener Ochse Ehrenpreis des Filmkunstfestes Mecklenburg-Vorpommern für ihr Lebenswerk
- 2008: Bayerischer Verdienstorden
- 2009: Preis für Schauspielkunst beim Festival des deutschen Films
- 2011: Bayerischer Filmpreis Ehrenpreis (2010)
- 2012: Ehrenpreis zum Hessischen Film- und Kinopreis
- 2014: Stern auf dem Boulevard der Stars in Berlin
- 2015: Romy in der Kategorie Beliebteste Schauspielerin Kino/TV-Film
- 2016: Askania Award

## Hörbücher (Auswahl)
- 1996: Die Mausefalle von Agatha Christie Universal Music, 1996.
- 2006: Stimmen unter dem Dach von Irene Rodrian. Verlag Edition Hörbuch, ISBN 978-3-8331-0402-2.
- 2006: Chéri von Colette, Random House Audio, ISBN 978-3-86604-181-3.
- 2011: Im Überschwang. Aus meinem Leben. Lebenserinnerungen, Argon Verlag, ISBN 978-3-8398-1093-4.

## Erinnerungen
- Im Überschwang. Aus meinem Leben. Kiepenheuer & Witsch, Köln 2011, ISBN 978-3-462-04230-6.
- Hannelore Elsner. Ohne Spiel ist mir das Leben zu ernst. Dokumentation. Regie Sabine Lidl, NDR/Medea Film Factory GmbH 2021[33][34]